# Skip Beat!
Skip Beat! (スキップ・ビート!?, Sukippu Bīto!) è un manga shōjo nato dalla penna di Yoshiki Nakamura. La storia ha inizio con la scoperta da parte della protagonista, Kyouko Mogami, che il suo migliore amico Fuwa Shotarou, aspirante pop idol, seguito da Kyouko fino a Tokyo per sostenerlo nella sua ricerca di celebrità, in realtà convive con lei solo per farsi mantenere e sfruttarla come cameriera.
Furiosa e con il cuore spezzato, decide di vendicarsi diventando una star più grande di lui. In Giappone, il manga viene pubblicato sulla rivista Hana to Yume della casa editrice Hakusensha dal 2002. In Italia la serie viene pubblicata da Magic Press a partire da aprile 2021.
Nello stesso anno, la Marine Entertainment ha prodotto un drama-CD che copre l'intero primo volume, dal capitolo 1 al 5.
Una versione animata della serie è stata trasmessa settimanalmente dal 5 ottobre 2008 al 29 marzo 2009 in contemporanea con Singapore in versione sottotitolata.
Ne è stato tratto un drama taiwanese in 15 puntate dallo stesso titolo e mandato in onda da dicembre 2011 ad aprile 2012.

## Trama
Skip Beat! ruota essenzialmente intorno a Kyouko Mogami, una sedicenne malinconica ma che sa essere estremamente comica innamorata di Shotaro, suo amico d'infanzia, che crudelmente tradita da quest'ultimo decide di vendicarsi. In passato la ragazza passava molto tempo nell'albergo dei genitori di Shotaro dove ha imparato a gestire una casa, ad accogliere i clienti e molti lavori tipicamente femminili (cucire, cucinare, la cerimonia tradizionale del tè). Shotaro, non avendo la minima intenzione di ereditare l'albergo di famiglia decise di trasferirsi a Tokyo per intraprendere la carriera musicale. Sho, così come viene chiamato dai suoi fan, chiede a Kyouko di lasciare la scuola e la sua vita per seguirlo e sostenerlo. Arrivati a Tokyo inizia per Kyouko una vita estremamente frugale, non spendendo mai soldi per sé stessa e facendo qualunque cosa per aiutare Sho, che nel frattempo si piazza settimo nella classifica dei personaggi dello spettacolo più importanti.
Nonostante ciò, a quanto pare Sho non partecipa affatto a spese quali il cibo o l'affitto, vivendo totalmente alle spalle di Kyouko. Ad ogni modo, un giorno, portandogli il pranzo direttamente nel palazzo della compagnia per la quale Sho lavora, Kyouko ascolta per sbaglio una conversazione fra Sho e la sua manager, nella quale lui le confessa quanto Kyouko sia una ragazza noiosa e banale e di come lui se ne stia approfittando, degenerando in un dialogo dalle finalità chiaramente seduttive nei confronti della manager stessa quando in tutti quegli anni mai si era permesso anche solo di abbracciare Kyouko.
Differentemente dalle normali eroine da manga shōjo, Kyouko non versa una sola lacrima quando apprende che Sho la considera nient'altro che una casalinga. Il vaso di pandora è scoperchiato, e tutti quegli anni di totale fedeltà e sacrificio esplodono in faccia a Sho sotto forma di una dichiarazione di guerra. Furente, Kyouko cerca di saltare addosso a Sho, ma viene subito portata fuori dalla sicurezza.
Sho le dice arrogantemente che se lei vuole vendetta l'unica strada è diventare una star migliore di lui. E allora Kyouko cambierà il suo aspetto tingendosi i capelli ed inizierà il suo percorso nel mondo dello show-business, entrando dopo varie peripezie nella compagnia del rivale di Sho (Tsuruga Ren), la "L.M.E.".
Proprio questo percorso sarà il centro della storia, le difficoltà che dovrà affrontare per farsi strada in un mondo molto difficile e le persone che di volta in volta l'aiuteranno o la ostacoleranno in questa strada, le prime amicizie e il primo, vero, amore.

## Personaggi
Kyōko Mogami (最上 キョーコ?, Mogami Kyōko)
Doppiata da: Marina Inoue (anime)
Al posto di rimanere a casa e frequentare la scuola superiore a Kyoto, Kyouko viaggia col suo amico d'infanzia Fuwa Sho sino a Tokyo per aiutarlo a diventare un idol. Quando scopre che l'unico motivo per il quale Sho l'ha invitata a seguirlo è per farne una cameriera, il suo cuore e la sua innocenza vengono distrutti. Più vendicativa che depressa giura di vendicarsi. Sho asserisce che l'unico modo per farlo sarebbe sconfiggerlo nello show-business, così questo è ciò che decide di fare.
Dopo aver cambiato colore e taglio di capelli inizia la difficile missione di entrare a far parte dell'agenzia rivale quella di Sho, (Akatoki Agency), la L.M.E.
Alla fine delle audizioni il presidente della L.M.E capisce che lei soffre della mancanza di qualcosa molto importante per chi vuole lavorare nello show-business: l'amore, sia verso il lavoro stesso che verso il pubblico e senza di esso non potrà andare lontano in quel mondo. Comunque, nonostante il fallimento, Kyouko porta a termine un interessante, impressionante provino così da procurarsi una seconda possibilità.
Viene così fondata alla L.M.E la sezione "Love Me". Lory, l'eccentrico presidente dell'agenzia, fa un patto con Kyouko: se completerà i lavori che le verranno affidati e lo farà con tutto il cuore soddisfacendo i clienti che glieli affideranno (soddisfazione determinata con un vero e proprio punteggio che i clienti attribuiscono allo svolgimento delle mansioni stampandolo con un timbro su un diario), allora le sarà garantito, quando avrà accumulato abbastanza punti, il debutto nel mondo dello spettacolo.
Kyouko si dimostra un'attrice certamente non raffinata ma spontanea ed originale, in grado di impressionare i Talent Scout con il suo talento e le sue improvvisazioni. Nei suoi primi lavori le saranno utili le abilità imparate lavorando nell'albergo dei genitori di Sho, come cucinare, camminare appropriatamente ed eseguire una perfetta cerimonia del tè, quando le verrà chiesto di interpretare una benestante e rifinita signorina.
Sebbene sia una ragazza appassionata e una testa calda, Kyouko dimostra un'incredibile professionalità e disciplina quando si tratta di recitare, sino al punto di mettere il lavoro davanti alla salute. Quando costretta ad eseguire una cerimonia del tè con Ren, è in grado di mantenere un'espressione serena recitando la sua parte inginocchiata nonostante si sia gravemente distorta una caviglia. Nonostante il dolore si rifiutò di alzarsi o fermarsi sino a quando la scena fosse completa. Grazie a questa sua prova sia il regista che il cast furono enormemente colpiti dalla sua forza e determinazione. Più avanti nel manga, Shuheu (Kuu), padre di Ren, dirà di lei che è un tipo di attrice pericolosa, proprio come Ren. La sua prima apparizione nel mondo dello spettacolo avviene per la pubblicità di una bibita e il suo primo ruolo importante sarà Mio, l'antagonista nel dramma televisivo Dark Moon.
Quando è sola nella sua stanza, viene spesso mostrata nell'atto di spiegare in che modo lei voglia rivalersi sui due uomini che rendono la sua vita miserabile rivolta ad un'enorme poster di Sho e una piccola foto di Ren, la grandezza delle immagini è evidentemente proporzionale al rancore che Kyouko prova per i due. Inoltre usa portare con sé diverse bambole di Sho e Ren che usa per sfogare la rabbia e compiere maledizioni. Le bambole, incredibilmente molto dettagliate, sono realizzate a mano da Kyouko. Esse rappresentano Sho e Ren in varie espressioni di paura, angoscia e sottomissione. Quando i rapporti con Ren miglioreranno, capiterà spesso che lei consulti la "bambola Ren" in momenti di stress.
Uno dei suoi primi lavori sarà nei panni di "Bo", un personaggio dalle fattezze di pollo. Interpretando questo personaggio in costume, potendo così nascondere la sua identità, parlerà diverse volte con Ren, aiutandolo a sfogare i propri problemi, cosa che non riesce a fare con persone di sua conoscenza. Lavorando per la sezione Love Me, Kyouko stringerà amicizia con Kanae, soprannominata Moko, che rappresenta per lei la prima vera amica, poiché in passato tutte le ragazze la odiavano perché invidiose del suo rapporto con Sho. Kyouko non sembra inoltre avere un buon rapporto con i genitori. Sua madre, Saeba, era una donna severa e distante che non esitò a lasciarla presso i genitori di Sho quando aveva sei anni. Gli effetti di questa difficile infanzia si vedono nel corso della serie, specialmente mentre recita. Riguardo al padre di Kyouko invece non si sa nulla.
Kyouko sviluppa nel corso della serie una evidente cotta per Ren, fraintesa per rispetto e spesse volte persino negata visto che lei non vuole assolutamente innamorarsi di nuovo. Questo aspetto viene fuori specialmente dopo la scena in cui "Katsuki" (interpretato da Ren) guarda intensamente la ragazza di cui è innamorato nel drama e Kyouko riconosce quelle sguardo e quel sorriso nell'espressione vista sul suo volto la notte in cui hanno provato una scena del drama a casa di Ren, giungendo alla conclusione che lui forse non la odia come credeva. Kyouko inoltre non sa che Ren altri non è che Corn, il suo "principe delle favole", cioè un bambino con cui le era capitato di giocare da piccola, che assecondava le sue fantasie su favole e principesse e con cui lei poteva piangere per il comportamento di sua madre.
Ren Tsuruga (敦賀 蓮?, Tsuruga Ren)
Doppiato da: Katsuyuki Konishi (anime)
Ren è, almeno in apparenza, una star incredibilmente gentile ed educata, ma gli capita spesso di mostrare i suoi veri colori quando ha a che fare con Kyouko. Inizialmente non era affatto contento di lei e del motivo per cui lavora nel mondo dello spettacolo, ma con il tempo il suo comportamento nei suoi confronti si fa più gentile in special modo quando capisce che Kyouko non vuole più diventare attrice per vendetta, ma per scoprire se stessa.
Nonostante spesso la prenda in giro, Ren è innamorato di Kyouko, tanto che a volte non osa stare da solo con lei per il bisogno crescente che sente di stringerla a sé, come quando recitano i fratelli Heel (lei con il complesso nei riguardi del fratello, deve stargli sempre vicino, e lui con una smisurata voglia di viziare la sorellina). Quando nel dodicesimo volume Kyouko cade da una sedia Ren l'afferra e non riesce a non abbracciarla intensamente, perdendo il controllo e mostrando i suoi veri sentimenti, cosa che non gli era mai successa. Questo episodio gli permetterà inoltre di riuscire a recitare perfettamente il ruolo di "Katsuki" per il quale stava avendo enormi difficoltà, visto che pur avendo frequentato molte donne, a causa della distanza che ha sempre tenuto dagli altri, non si è mai innamorato prima. Un altro episodio di perdita del controllo lo troviamo nel capitolo 98-99, quando Reino, lo stalker, dice a Kyouko che Corn potrebbe essere morto; non volendo vedere Kyouko piangere non riesce a trattenersi dall'abbracciarla e consolarla dicendole che Corn sta bene. Questi sentimenti lo portano conseguentemente a covare un odio viscerale per Sho, sia per quello che ha fatto a Kyouko che per il legame che ancora li unisce. Alcune persone intorno a lui hanno iniziato ad accorgersi di questi sentimenti, ad esempio il manager di Ren, Yashiro che cerca di spronarlo a farsi avanti ed il presidente della L.M.E. Takarada.
All'età di 20 anni pare che Ren abbia passato una larga parte della sua vita all'estero, in America. Infatti è proprio lì che ha iniziato la sua carriera di attore. Questa parte della sua storia però è ancora avvolta nel mistero, pare infatti che sia stato licenziato molte volte fatto in profondo contrasto con l'immagine di attore disciplinato che è ora. Questo passato è nascosto al pubblico e il nome Tsuruga Ren è uno pseudonimo, egli è in realtà il figlio di un attore molto famoso chiamato Kuu mentre sua madre è una straniera di nome Julie, ed il suo vero nome è Kuon Hizuri (nome storpiato in Corn dalla piccola Kyouko). Della sua vita familiare sappiamo anche che nell'adolescenza sentiva molta pressione da parte dei genitori al punto da scappare dall'America in Giappone. Sembra inoltre che abbia nella coscienza un tragico incidente di macchina, che costò la vita a un uomo e segnando per sempre la memoria di Ren.
Shō Fuwa (不破 尚?, Fuwa Shō)
Doppiato da: Mamoru Miyano (anime)
Il vero nome di Shō sarebbe Shotaro (松太郎?, Shōtarō) ma lo tiene segreto perché lo considera decisamente antiquato. Sho incarna la star arrogante ed egocentrica ed è inoltre un ragazzo spietato.
Non ha mostrato alcuno scrupolo nell'ingannare Kyouko portandola a Tokyo con sé in qualità di "schiavetta", e mostra ancor meno scrupoli nell'essere stato estremamente crudele con lei quando scopre la verità. Quando alla fine scopre che Kyouko lavora alla L.M.E rimane estremamente sorpreso della sua trasformazione, al punto da rendersi conto di provare per lei ben più oltre di quanto pensasse all'inizio, come nel capitolo 82 quando le porta di persona una crema per le escoriazioni per il taglio che le ha provocato in viso, scusandosi sinceramente. Questi sentimenti diventano ancora più evidenti quando, durante le riprese di Dark Moon, lo stalker di Kyouko, Reino, annuncia la sua intenzione di portargliela via, così come già aveva fatto con la musica. Quando Reino si spinge sino a molestarla nel bosco, Sho interverrà salvandola indicando Kyouko come la "sua" donna. Questo naturalmente senza che lei lo abbia sentito.
Nonostante il suo pessimo carattere, Sho è dotato di un senso dello humor che tiene ben nascosto, per poi esplodere in privato in risate convulse ripensando per esempio agli errori di pronuncia di Kyouko. In accordo con quanto afferma lei stessa una volta, Sho ama i programmi comici sin da quando era bambino.
Sebbene la maggior parte di questi comportamenti non mostrino altro che un forte sentimento di possessività nei confronti di Kyouko, la quale è stata, così come afferma durante la serie, "cosa" sua sin dall'infanzia, con l'andare della storia Sho inizia a sviluppare un lato più dolce nei suoi confronti rendendosi conto di non provare più solo dei sentimenti di possessività ma qualcosa di più romantico. Quando scopre che anche Tsuruga Ren, il suo acerrimo rivale nello show-business, è innamorato di lei, si infurierà moltissimo.
Sho è inoltre un ragazzo che non può evitare di flirtare con le belle ragazze essendo di fatto molto superficiale, ama le donne più grandi, prosperose ed estremamente femminili.
Lory Takarada (ローリィ宝田?, Rōri Takarada)
Doppiato da: Kōji Ishii (anime)
Il presidente della L.M.E.
Kanae Kotonami (琴南 奏江?, Kotonami Kanae)
Doppiata da: Risa Hayamizu (anime)
Soprannominata Moko, è la prima vera amica di Kyoko.
Yukihito Yashiro (社 倖一?, Yashiro Yukihito)
Doppiato da: Masahito Kawanago (anime)
Il manager di Ren.
Maria Takarada (宝田 マリア?, Takarada Maria)
Doppiata da: Hiromi Konno (anime)
La nipote del presidente della L.M.E.

## Media

### Manga
Il manga, scritto e disegnato da Yoshiki Nakamura, viene serializzato dal 7 febbraio 2002 sulla rivista Hana to yume edita da Hakusensha. I vari capitoli vengono raccolti in volumi tankōbon dal 19 luglio 2002.
In Italia la serie viene pubblicata da Magic Press a partire dal 15 aprile 2021.

#### Volumi
| Nº | Data di prima pubblicazione | Data di prima pubblicazione                                                 | Data di prima pubblicazione | Data di prima pubblicazione |
| Nº | Giapponese                  | Giapponese                                                                  | Italiano                    | Italiano                    |
| -- | --------------------------- | --------------------------------------------------------------------------- | --------------------------- | --------------------------- |
| 1  | 19 luglio 2002              | ISBN 978-4-592-17821-7                                                      | 15 aprile 2021              | ISBN 978-88-6913-722-8      |
| 2  | 19 novembre 2002            | ISBN 978-4-592-17822-4                                                      | 13 maggio 2021              | ISBN 978-88-6913-732-7      |
| 3  | 19 marzo 2003               | ISBN 978-4-592-17823-1                                                      | 10 giugno 2021              | ISBN 978-88-6913-739-6      |
| 4  | 18 luglio 2003              | ISBN 978-4-592-17824-8                                                      | 8 luglio 2021               | ISBN 978-88-6913-748-8      |
| 5  | 17 novembre 2003            | ISBN 978-4-592-17825-5                                                      | 12 agosto 2021              | ISBN 978-88-6913-760-0      |
| 6  | 19 febbraio 2004            | ISBN 978-4-592-17826-2                                                      | 9 settembre 2021            | ISBN 978-88-6913-766-2      |
| 7  | 16 luglio 2004              | ISBN 978-4-592-17827-9                                                      | 25 ottobre 2021             | ISBN 978-88-6913-776-1      |
| 8  | 19 ottobre 2004             | ISBN 978-4-592-17828-6                                                      | 11 novembre 2021            | ISBN 978-88-6913-784-6      |
| 9  | 18 febbraio 2005            | ISBN 978-4-592-17829-3                                                      | 9 dicembre 2021             | ISBN 978-88-6913-794-5      |
| 10 | 17 giugno 2005              | ISBN 978-4-592-17830-9                                                      | 13 gennaio 2022             | ISBN 978-88-6913-803-4      |
| 11 | 19 ottobre 2005             | ISBN 978-4-592-17831-6                                                      | 10 febbraio 2022            | ISBN 978-88-6913-812-6      |
| 12 | 17 febbraio 2006            | ISBN 978-4-592-17832-3                                                      | 10 marzo 2022               | ISBN 978-88-6913-818-8      |
| 13 | 19 giugno 2006              | ISBN 978-4-592-17833-0                                                      | 14 aprile 2022              | ISBN 978-88-6913-824-9      |
| 14 | 19 ottobre 2006             | ISBN 978-4-592-17834-7                                                      | 30 maggio 2022              | ISBN 978-88-6913-830-0      |
| 15 | 19 febbraio 2007            | ISBN 978-4-592-17835-4                                                      | 23 giugno 2022              | ISBN 978-88-6913-840-9      |
| 16 | 19 giugno 2007              | ISBN 978-4-592-17836-1                                                      | 21 luglio 2022              | ISBN 978-88-6913-847-8      |
| 17 | 19 ottobre 2007             | ISBN 978-4-592-17837-8                                                      | 4 agosto 2022               | ISBN 978-88-6913-864-5      |
| 18 | 19 febbraio 2008            | ISBN 978-4-592-17838-5                                                      | 15 settembre 2022           | ISBN 978-88-6913-871-3      |
| 19 | 17 luglio 2008              | ISBN 978-4-592-17839-2                                                      | 20 ottobre 2022             | ISBN 978-88-6913-877-5      |
| 20 | 17 ottobre 2008             | ISBN 978-4-592-17840-8                                                      | 30 novembre 2022            | ISBN 978-88-6913-889-8      |
| 21 | 19 febbraio 2009            | ISBN 978-4-592-18611-3                                                      | 22 dicembre 2022            | ISBN 978-88-6913-895-9      |
| 22 | 19 giugno 2009              | ISBN 978-4-592-18612-0                                                      | 19 gennaio 2023             | ISBN 978-88-6913-906-2      |
| 23 | 19 ottobre 2009             | ISBN 978-4-592-18613-7                                                      | 16 febbraio 2023            | ISBN 978-88-6913-910-9      |
| 24 | 19 febbraio 2010            | ISBN 978-4-592-18614-4                                                      | 16 marzo 2023               | ISBN 978-88-6913-919-2      |
| 25 | 18 giugno 2010              | ISBN 978-4-592-18615-1                                                      | 20 aprile 2023              | ISBN 978-88-6913-934-5      |
| 26 | 19 ottobre 2010             | ISBN 978-4-592-18616-8                                                      | 11 maggio 2023              | ISBN 978-88-6913-937-6      |
| 27 | 18 febbraio 2011            | ISBN 978-4-592-18617-5                                                      | 8 giugno 2023               | ISBN 978-88-6913-949-9      |
| 28 | 20 giugno 2011              | ISBN 978-4-592-18618-2                                                      | 13 luglio 2023              | ISBN 978-88-6913-959-8      |
| 29 | 18 novembre 2011            | ISBN 978-4-592-18619-9                                                      | 3 agosto 2023               | ISBN 978-88-6913-964-2      |
| 30 | 19 marzo 2012               | ISBN 978-4-592-18620-5                                                      | 7 settembre 2023            | ISBN 978-88-6913-970-3      |
| 31 | 20 settembre 2012           | ISBN 978-4-592-19491-0                                                      | 5 ottobre 2023              | ISBN 978-88-6913-984-0      |
| 32 | 19 marzo 2013               | ISBN 978-4-592-19492-7                                                      | 9 novembre 2023             | ISBN 978-88-6913-203-2      |
| 33 | 20 settembre 2013           | ISBN 978-4-592-19493-4                                                      | 14 dicembre 2023            | ISBN 978-88-6913-214-8      |
| 34 | 20 marzo 2014               | ISBN 978-4-592-19494-1                                                      | 11 gennaio 2024             | ISBN 978-88-6913-226-1      |
| 35 | 19 settembre 2014           | ISBN 978-4-592-19495-8                                                      | 8 febbraio 2024             | ISBN 978-88-6913-234-6      |
| 36 | 20 marzo 2015               | ISBN 978-4-592-19496-5                                                      | 14 marzo 2024               | ISBN 978-88-6913-246-9      |
| 37 | 18 settembre 2015           | ISBN 978-4-592-19497-2                                                      | 4 aprile 2024               | ISBN 978-88-6913-454-8      |
| 38 | 18 marzo 2016               | ISBN 978-4-592-19498-9                                                      | 2 maggio 2024               | ISBN 978-88-6913-465-4      |
| 39 | 20 settembre 2016           | ISBN 978-4-592-19499-6                                                      | 6 giugno 2024               | ISBN 978-88-6913-475-3      |
| 40 | 20 marzo 2017               | ISBN 978-4-592-19500-9 (ed. regolare) ISBN 978-4-592-10571-8 (ed. limitata) | 4 luglio 2024               | ISBN 978-88-6913-485-2      |
| 41 | 20 ottobre 2017             | ISBN 978-4-592-21641-4                                                      | 1º agosto 2024              | ISBN 979-12-56720-08-8      |
| 42 | 18 marzo 2018               | ISBN 978-4-592-21642-1                                                      | 12 settembre 2024           | ISBN 979-12-56720-16-3      |
| 43 | 18 gennaio 2019             | ISBN 978-4-592-21643-8                                                      | 3 ottobre 2024              | ISBN 979-12-56720-25-5      |
| 44 | 20 settembre 2019           | ISBN 978-4-592-21644-5 (ed. regolare) ISBN 978-4-592-10615-9 (ed. limitata) | 7 novembre 2024             | ISBN 979-12-56720-38-5      |
| 45 | 20 maggio 2020              | ISBN 978-4-592-21645-2                                                      | 5 dicembre 2024             | ISBN 979-12-56720-51-4      |
| 46 | 20 gennaio 2021             | ISBN 978-4-592-21646-9                                                      | 6 febbraio 2025             | ISBN 979-12-56720-71-2      |
| 47 | 17 settembre 2021           | ISBN 978-4-592-21647-6                                                      | 3 aprile 2025               | ISBN 979-12-56720-89-7      |
| 48 | 20 giugno 2022              | ISBN 978-4-592-21648-3 (ed. regolare) ISBN 978-4-592-10631-9 (ed. limitata) | 5 giugno 2025               | ISBN 979-12-56721-10-8      |
| 49 | 20 marzo 2023               | ISBN 978-4-592-21649-0                                                      | —                           | —                           |
| 50 | 19 marzo 2024               | ISBN 978-4-592-22480-8                                                      | —                           | —                           |
| 51 | 20 dicembre 2024            | ISBN 978-4-592-22509-6                                                      | —                           | —                           |
| 52 | 19 settembre 2025           | ISBN 978-4-592-22545-4                                                      | —                           | —                           |

#### Altre pubblicazioni
| Nº | Titolo italiano (traduzione letterale) Giapponese 「Kanji」 - Rōmaji                                                 | Data di prima pubblicazione          | Data di prima pubblicazione |
| Nº | Titolo italiano (traduzione letterale) Giapponese 「Kanji」 - Rōmaji                                                 | Giapponese                           |                             |
| 1  | Skip Beat! Fan Book ~Love Me!~ 「スキップ・ビート！ファンブック ～LOVE ME!～」 - Sukippu bīto! Fan bukku ~ LOVE ME!~ | 19 marzo 2009 ISBN 978-4-592-18697-7 |                             |

### Anime
Un adattamento anime diretto da Kiyoko Sayama e prodotto dallo studio d'animazione Hal Film Maker, è stato trasmesso in Giappone dal 5 ottobre 2008 al 29 marzo 2009 su TV Tokyo per un totale di venticinque episodi. La sigla d'apertura che copre gli episodi dal numero 1 al 19 è Dream Star mentre per quelli dal 20 al 25 è Renaissance; entrambe sono state cantate dal duo The Generous. Le sigle di chiusura invece sono in ordine: Namida del gruppo 2Backka (ep. 1-19), Eien (永遠?) di Yūsaku Kiyama (ep. 20-24) e Dream Star dei The Generous.

#### Episodi
| Nº       | Giapponese 「Kanji」 - Rōmaji                               | In onda          | In onda |
| Nº       | Giapponese 「Kanji」 - Rōmaji                               | Giapponese       |         |
| STAGE.01 | 「そして箱は開けられた」 - Soshite hako wa akerareta        | 5 ottobre 2008   |         |
| STAGE.02 | 「戦慄の」 - Senritsu no utage                              | 12 ottobre 2008  |         |
| STAGE.03 | 「欠けてる気持ち」 - Kaketeru kimochi                       | 19 ottobre 2008  |         |
| STAGE.04 | 「再会の迷宮」 - Saikai no rabirinsu                        | 26 ottobre 2008  |         |
| STAGE.05 | 「危険地帯」 - Kiken chitai                                 | 2 novembre 2008  |         |
| STAGE.06 | 「舞踏会への招待状」 - Butōkai e no shōtaijō                | 9 novembre 2008  |         |
| STAGE.07 | 「プリンセス革命」 - Purinsesu kakumei                      | 16 novembre 2008 |         |
| STAGE.08 | 「一蓮托生」 - Ichirentakushou                              | 23 novembre 2008 |         |
| STAGE.09 | 「天使の言霊」 - Tenshi no kotodama                         | 30 novembre 2008 |         |
| STAGE.10 | 「てのひらのブルー」 - Te no hira no BLUE                   | 7 dicembre 2008  |         |
| STAGE.11 | 「嵐の素顔」 - Arashi no sugao                              | 14 dicembre 2008 |         |
| STAGE.12 | 「開いた傷口」 - Hiraita kizuguchi                          | 21 dicembre 2008 |         |
| STAGE.13 | 「バトルガール」 - Batoru gāru                              | 28 dicembre 2008 |         |
| STAGE.14 | 「秘密のスタンプ帳」 - Himitsu no sutanpu chou              | 11 gennaio 2009  |         |
| STAGE.15 | 「地雷原と一緒」 - Jiraigen to issho                        | 18 gennaio 2009  |         |
| STAGE.16 | 「嫌い×嫌い」 - Kirai X kirai                               | 25 gennaio 2009  |         |
| STAGE.17 | 「運命のDATE」 - Unmei no DATE                              | 1º febbraio 2009 |         |
| STAGE.18 | 「罪は天使のように」 - Tsumi wa tenshi no youni             | 8 febbraio 2009  |         |
| STAGE.19 | 「最期の儀式」 - Saigo no gishiki                           | 15 febbraio 2009 |         |
| STAGE.20 | 「月の誘い」 - Tsuki no sasoi                               | 22 febbraio 2009 |         |
| STAGE.21 | 「資格を持つ者」 - Shikaku o motsu mono                     | 1º marzo 2009    |         |
| STAGE.22 | 「世界が壊れた日」 - Sekai ga kowareta nichi                | 8 marzo 2009     |         |
| STAGE.23 | 「ひかれた引き金」 - Hikareta hikigane                      | 15 marzo 2009    |         |
| STAGE.24 | 「そのコンタクトは許される」 - Sono kontakuto wa yurusareru | 22 marzo 2009    |         |
| STAGE.25 | 「そして扉は開かれる」 - Soshite tobira wa akareru          | 29 marzo 2009    |         |

### Videogioco
Un videogioco per la PlayStation 2 è stato commercializzato con lo stesso nome il 28 maggio 2009.
La canzone di apertura di questo gioco è Blow Wind di Smily Spinosa. Il gioco si svolge dopo l'anime di Skip Beat!, dove il personaggio principale, Kyoko Mogami, deve scegliere il suo prossimo lavoro e sviluppare le sue relazioni con gli altri.

### Drama
Del manga Skip Beat è in fase di produzione un drama taiwanese dal titolo Extravagant Challenge (華麗的挑戰T, Hua Li De Tiao ZhanP).
I personaggi principali saranno interpretati da Ivy Chen (Kyouko Mogami), Lee Donghae (Fuwa Shotarou) e Choi Siwon (Ren Tsuruga); gli ultimi due sono membri della Kpop Band Super Junior.

## Accoglienza
Liz Adler di CBR.com ha classificato Kyōko Mogami come la nona protagonista più amata degli shōjo.